# فرانك سيفالدي
فرانك سيفالدي (بالإنجليزية: Frank Cifaldi) هو محافظ ومؤرخ ومطور ألعاب فيديو. وهو مدير مؤسسة تاريخ ألعاب الفيديو وساعد في مشاريع تشمل ميجا مان ليغاسي كولكشن الخاصة بديجيتال إكليبس ونسخ ذا ديزني أفترنون كوليكشن المحسنة. وهو معروف أيضًا بمجموعته الشخصية الواسعة من دوريات ألعاب الفيديو. أجرى سيفالدي أيضًا أبحاثًا عن الإعلانات المبكرة لألعاب الفيديو، نماذج نينتندو الأولية المبكرة، وتاريخ إصدار سوبر ماريو برذرز الرسمي. قدم عن الحفاظ على الألعاب في مؤتمر مطوري الألعاب 2016. سيفالدي هو أيضًا محرر ميزات سابق لغيماسوترا ومضيف سابق لبودكاست ريتروناتس بودكاست.

## قراءة موسعة
- Davison, Pete (28 Jan 2014). "The Case of the Disappearing Video Games". يو إس غيمر (بالإنجليزية). Archived from the original on 2016-03-22. Retrieved 2021-12-22.

## وصلات خارجية
- الموقع الرسمي
 (بالإنجليزية)